# Bodiluddelingen 2008
Bodiluddelingen 2008 blev afholdt den 24. februar 2008 i Imperial i København og markerede den 61. gang at Bodilprisen blev uddelt. Uddelingens værter var Louise Mieritz og Ditte Hansen.
Peter Schønau Fogs filmatisering af Erling Jepsens roman Kunsten at græde i kor modtog prisen for bedste danske film og bedste mandlige hovedrolle til Jesper Asholt. Charlotte Fich og Morten Grunwald modtog begge deres anden Bodil for henholdsvis bedste kvindelige birolle i Ole Bornedals Kærlighed på film, og bedste mandlige birolle i Jannik Johansens Hvid nat.
Dan Laustsen modtog prisen for bedste fotograf for hans arbejde som filmfotograf på film som Gummi-Tarzan (1982), Skyggen af Emma (1988), Drengene fra Sankt Petri (1991), Nattevagten (1994) og senest Kærlighed på film (2007). Laustsen modtog desuden en Æres-Bodil for sit virke som filmfotograf i 1982.
Ved denne uddeling introducerer Bodilkomitéen også en ny pris, Sær-Bodil'en, som skal belønne aktuelle fremragende præstationer og indsatser, som ikke falder under en af de øvrige Bodil-kategorier. Dermed reserveres Æres-Bodil'en til indsatser over længere perioder eller livsværk. Den første Sær-Bodil går til VFX-produktionsselskabet Ghost Digital Production House.

## Vindere
| Bedste mandlige hovedrolle | Bedste kvindelige hovedrolle |
| --- | --- |
| - Jesper Asholt for Kunsten at græde i kor - David Dencik for Udenfor kærligheden - Jannik Lorenzen for Kunsten at græde i kor - Kim Bodnia for Ekko - Lars Brygmann for Hvid nat                                                                                            | - Noomi Rapace for Daisy Diamond - Paprika Steen for Vikaren - Rikke Louise Andersson for Hvid nat - Semra Turan for Fighter - Sonja Richter for Cecilie                                      |
| Bedste mandlige birolle | Bedste kvindelige birolle |
| - Morten Grunwald for Hvid nat - Cyron Bjørn Melville for Fighter - Dejan Cukic for De unge år - Nicolaj Kopernikus for De fortabte sjæles ø - Søren Malling for De unge år                                                                                                  | - Charlotte Fich for Kærlighed på film - Anne Sophie Espersen for Hvid nat - Hanne Hedelund for Kunsten at græde i kor - Stine Fischer Christensen for Ekko - Trine Dyrholm for Daisy Diamond |
| Bedste danske film | Bedste amerikanske film |
| - Kunsten at græde i kor af Peter Schønau Fog - AFR af Morten Hartz Kaplers - Fighter af Natasha Arthy - Hvid nat af Jannik Johansen | - Letters from Iwo Jima af Clint Eastwood - The Darjeeling Limited af Wes Anderson - I’m Not There af Todd Haynes - Paranoid Park af Gus Van Sant - Zodiac af David Fincher                   |
| Bedste ikke-amerikanske film | Bedste dokumentarfilm |
| - Pans labyrint af Guillermo del Toro (Mexico) - Eastern Promises af David Cronenberg (Storbritannien/Canada) - Persepolis af Vincent Parannaud og Marjane Satrapi (Frankrig) - Reprise af Joachim Trier (Norge) - 4 måneder, 3 uger og 2 dage af Cristian Mungiu (Rumænien) | - The Monastery: Mr. Vig and the Nun af Pernille Rose Grønkjær |

## Øvrige priser

### Æres-Bodil
- Ib Monty, Marguerite Engberg og Niels Jensen

### Sær-Bodil
- Ghost Digital Production House for effekterne til filmen De fortabte sjæles ø

### Bedste fotograf
- Dan Laustsen